# Карл Девіс (актор)
Карл Девіс (англ. Karl Davies; нар. 6 серпня 1982 року) — англійський актор, який зіграв Лайла Андерсона в серіалі Кінгдом. Також він знявся в ролі Роберта Сагдена в мильній опері Emmerdale ITV.

## Життєпис
Девіс народився в Стокпорті (графство Великий Манчестер). Він почав свою акторську кар'єру на телебаченні в 2000 році.

## Вибрана фільмографія

### Фільми
| Рік  | Фільм                         | Роль                   | Позначки        |
| ---- | ----------------------------- | ---------------------- | --------------- |
| 2006 | Я і вона                      | Деміен                 | короткометражка |
| 2007 | Дельфіни                      | Брент Блек             |                 |
| 2007 | Дуже британський секс-скандал | Джон "Джонні" Рэйнолдс | телефільм       |
| 2014 | Чорне море                    | Ліам                   |                 |
| 2014 | Будинок для Різдва            | Метт Джонс             |                 |
| 2014 | Тиха година                   | Джуд                   |                 |
| 2015 | Віртуоз                       | Зигмунд                | телефільм       |

### Телебачення
| Рік             | Серіал                    | Роль               | Позначки                            |
| --------------- | ------------------------- | ------------------ | ----------------------------------- |
| 2001            | Суто англійське вбивство  | Денні Ллойд        | епізод: Crush                       |
| 2001—2005, 2009 | Еммердейл                 | Роберт Сагден      |                                     |
| 2007-2009       | Пітер Кінгдом вас не кине | Лайл Андерсон      |                                     |
| 2010            | Вбивства в Мідсомері      | Люк Вудлі          | епізод: Made for The Measure Murder |
| 2012            | Гра престолів             | Алтон Ланністер    | 3 епізоди                           |
| 2013            | Синдикат                  | Люк                | 6 епізодів                          |
| 2014            | Щаслива долина            | Деніел Кэвуд       | 9 епізодів                          |
| 2015            | Мій божевільний щоденник  | Роб                | 3 епізоду                           |
| 2016            | Короткі зустрічі          | Террі              | 6 епізодів                          |
| 2019            | Чорнобиль                 | Віктор Проскуряков | 1 епізод                            |

## Цікаві факти
- За даними Internet Movie Database, Девіс говорить французькою і захоплюється багатьма видами спорту, включаючи спортивну їзду на велосипеді, плавання і гімнастику. Він грає на гітарі та бас-гітарі.
- Зріст 1,75 м.